# Raufoss Mk 211
Raufoss Mk 211 - багатоцільова куля калібру (12,7×99 мм NATO, .50 BMG) призначена для боротьби з легкоброньованими цілями, спочатку розроблена норвезькою компанією NAMMO Raufoss AS як модель NM140 MP. Зазвичай називається просто «Raufoss», закінчення «Mk 211» походить від специфікації «Mk 211 Mod 0» що використовується в американській армії для цієї кулі. 
Куля, як всі бронебійно-запалювальні, має бронебійний вольфрамовий сердечник і запальний склад перед ним. На дистанції 400 м пробиває 16 мм сталевий лист. Однак, на відміну від стандартних БЗ куль, запальний склад у носику використовується переважно як ініціатор для заряду ВВ (RX51-PETN або RDX Comp A4), який до того часу затягується в утворену сердечником дірку. Склад ініціатора підібраний так, що підрив ВВ з розбризкуванням основного запалювального компонента (цирконієвого порошку) відбувається на відстані 30-40 см за перешкодою. Цим досягається здатність завдати значної шкоди живій силі противника, що знаходиться всередині. Взагалі ж, частки горючого цирконію (близько 20 штук) можуть підпалити легко-займисті матеріали на відстані до 15 м. Патрон призначений проти гелікоптерів, літаків, броньованих і не броньованих транспортних засобів. Руйнування від кулі можуть бути порівняні з руйнуваннями від снаряда легкої 20 міліметрової гармати. 
Існують великі сумніви у легальності застосування подібних боєприпасів і тому патрон позиціонується, як «антиматеріальний» (не призначений для стрільби по живому противнику). ``Mk 211`` дуже популярна як куля для снайперської стрілянини, для використання в гвинтівці Барретт М82 та інших великокаліберних снайперських гвинтівках. Також часто використовується в великокаліберних кулеметах, наприклад Браунінг M2. Через її популярності кілька американських виробників озброєння виробляють патрон згідно з ліцензією від NAMMO Raufoss AS.